# خلية شحمية
الخلايا الشحمية (بالإنجليزية: lipocytes)‏ والتي تعرف أيضا باسم الخلايا الدهنية هي الخلايا التي تشكل أساسا الأنسجة الدهنية وهي خلايا متخصصة في تخزين الطاقة والدهون. يتم اشتقاق الخلايا الشحمية من الخلايا الجذعية المتعلقة باللحمة المتوسطة التي على تكوين الخلايا الشحمية من خلال عملية تكوين الشحم (بالإنجليزية: adipogenesis)‏. في زرع الخلايا يمكن أن تشكل الخلايا الشحمية أيضًا بانيات العظم وخلايا عضلية وأنواع الخلايا الأخرى.
هناك نوعان من الأنسجة الدهنية هما النسيج الدهني الأبيض(بالإنجليزية: white adipose tissue (WAT))‏ والنسيج الدهني البني (بالإنجليزية: brown adipose tissue (BAT))‏ والتي تُعرف أيضًا باسم الدهون البيضاء والدهون البنية على التوالي وتتكون من نوعين من الخلايا الدهنية.

## بنية الخلايا الدهنية

### خلايا الدهون البيضاء

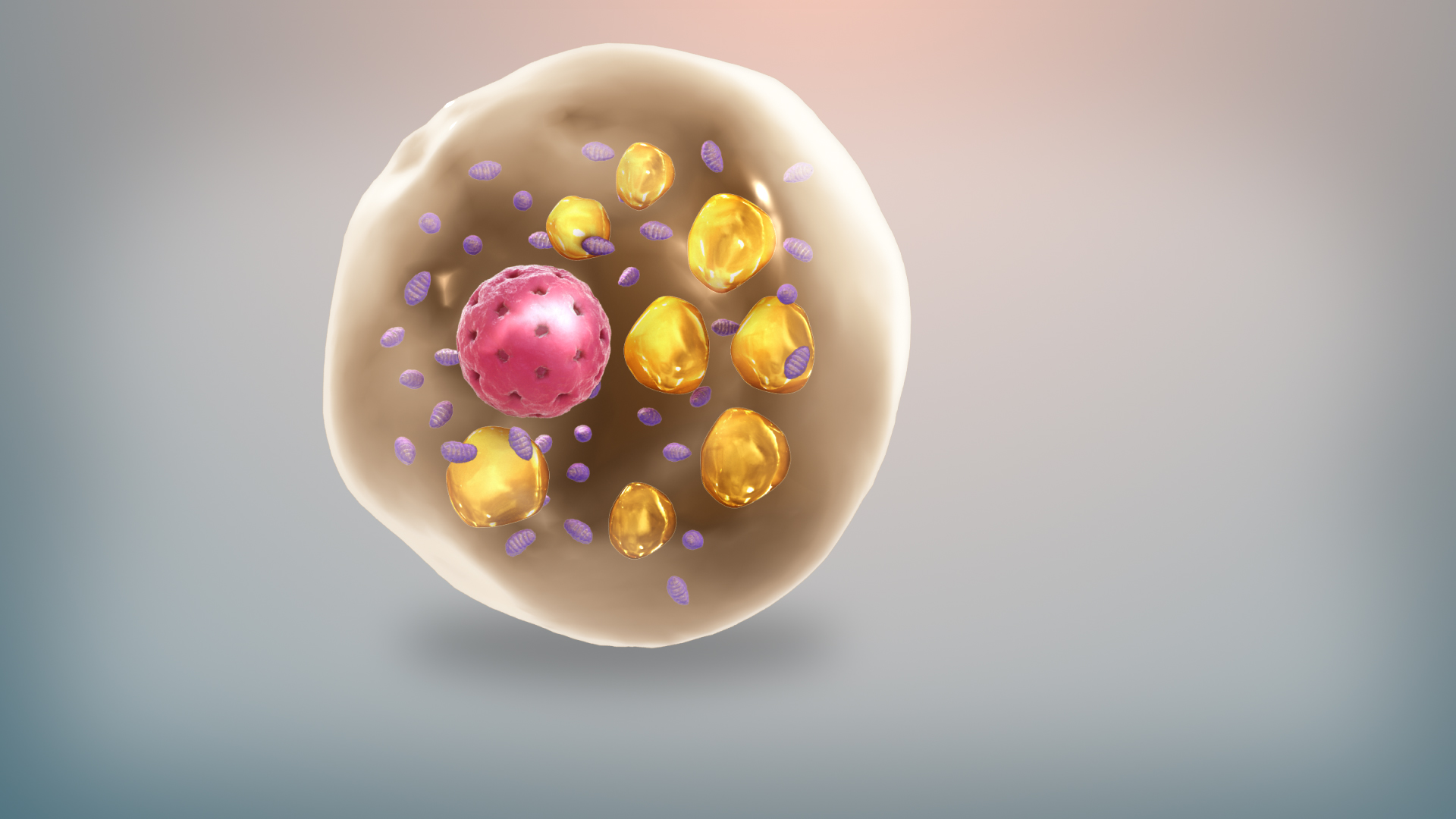
خلية دهنية بنية.

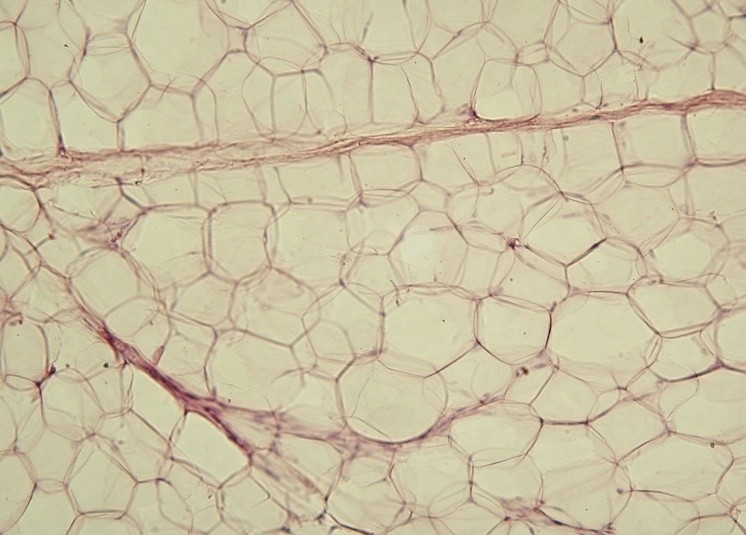
الأنسجة الدهنية الصفراء في البارافين.

تحتوي الخلايا الدهنية البيضاء على قطرة شحمية واحدة كبيرة محاطة بطبقة من السيتوبلازم وتُعرف باسم أحادي العين. إن النواة تكون مسطحة ومدفوعة نحو محيط الخلية. إن الخلية الدهنية النموذجية تكون في الحالة المعيارية بقطر 0.1 مم مع كون بعضها ذات قطر يبلغ ضعف هذا القطر وبعضها الآخر ذات قطر يبلغ نصف هذا الحجم. تكون الدهون المخزنة في حالة شبه سائلة وتتكون أساسًا من الدهون الثلاثية وإستر الكوليستريل (بالإنجليزية: cholesteryl ester)‏. تفرز الخلايا الدهنية البيضاء العديد من البروتينات التي تعمل مثل الستيوكينات الشحمية المعروفة بالاديبوكينات (بالإنجليزية: adipokines)‏. إن أول مادة أديبوكين تم اكتشافها كان اللبتين في عام 1994. منذ ذلك الوقت تم اكتشاف المئات من الأديبوكينات مثل ريزيستين واديبونيكتين ولبتين وأبلين. يمتلك الإنسان البالغ في المتوسط 30 مليار خلية دهنية بوزن 30 رطل أو 13.5 كلغ. عندما يتم اكتساب الوزن الزائد لدى الشخص بالغ فإن حجم الخلايا الدهنية يزيد بمقدار أربعة أضعاف حجمها الطبيعي قبل أن تبدأ هذه الخلايا بالانقسام وزيادة العدد المطلق للخلايا الدهنية الموجودة.

### الخلايا الدهنية البنية
إن الخلايا الدهنية البنية متعددة السطوح في الشكل. على عكس الخلايا الدهنية البيضاء تحتوي هذه الخلايا على سيتوبلازم كبير مع العديد من القطرات الدهنية المنتشرة في جميع أنحاء الخلية وهي تُعرف باسم الخلايا متعددة الفجوات. تكون النواة في هذه الخلايا مستديرة الشكل على الرغم من أنها تتوضع بشكل غير مركزي في الخلية لكنها لا تتواجد في محيط الخلية بعكس الخلايا الدهنية البيضاء التي تتوضع نواها في محيط الخلية. يأتي اللون البني من الكمية الكبيرة من الميتوكوندريا الموجودة ضمنها. تستخدم الدهون البنية المعروفة أيضًا باسم «دهون الأطفال» لتوليد الحرارة.

### الخلايا الدهنية المتواجدة في نقي العظم
الخلايا الشحمية في نقي العظم هي أحادية الخلية مثل الخلايا الدهنية البيضاء ومع ذلك يتم اشتقاق كل من الخلايا الدهنية البنية والخلايا الدهنية البيضاء من الخلايا الجذعية المتعلقة باللحمة المتوسطة. إن فهمنا لتوضعاتالنسيج الشحمي في نقي العظم غير مفهوم بشكل جيد من حيث وظيفته الفسيولوجية وصلته بصحة العظام. يزداد حجم النسيج الشحمي في نقي العظم في حالات انخفاض كثافة العظام ولكنها تزداد أيضًا في حالة السمنة. إن استجابة النسيج الشحمي في نقي العظم للتمرين تقترب من استجابة النسيج الدهني الأبيض. إن التمرين يقلل من كل من حجم الخلية الشحمية بالإضافة إلى حجم النسيج الشحمي في نقي العظم على حد سواء حيث يتم تقدير ذلك كميا عن طريق التصوير بالرنين المغناطيسي أو التصوير الطبقي المبرمج المكروي (بالإنجليزية: μCT imaging)‏ لعظام ملونة باستخدام الأ وزميوم الرابط للدهون.

## التطور
إن الخلايا الدهنية السابقة (بالإنجليزية: Pre-adipocytes)‏ هي خلايا مصنعة لليف غير متمايزة يمكن تحفيزها لتكوين الخلايا الشحمية. سلطت الدراسات الضوء على الآليات الجزيئية المحتملة في تحديد مصير الخلايا الشحمية السابقة على الرغم من أن النسب الدقيقة للخلايا الشحمية لا تزال غير واضح. يتأثر التباين في توزيع دهون الجسم الناجم عن النمو الطبيعي بالحالة التغذوية والهرمونية التي تعتمد على الاختلافات الجوهرية في الخلايا الموجودة في كل مستودع دهني.
يمكن أن تتمايز الخلايا الجذعية المتعلقة باللحمة المتوسطة إلى خلايا شحمية أو نسيج ضام أو عضلات أو عظام.
يُطلق على سلف الخلية الشحمية البالغة اسم الأرومة الشحمية ويُعرف الورم الناجم من هذا النوع من الخلايا باسم ورم الأرومة الشحمية.

## وظيفة الخلايا الدهنية

### تدرك الخلية
تبين أن الخلايا الدهنية في بعض الفئران تنخفض في العدد بسبب الصيام ولوحظت خصائص أخرى عند التعرض للبرد.
إذا وصلت الخلايا الشحمية في الجسم إلى أقصى سعتها من الدهون فقد تتكاثر في العدد المطلق لهذه الخلايا مما يسمح بتخزين إضافي للدهون ضمنها.
أصيبت الجرذان البالغة من سلالات مختلفة بالسمنة عندما تم وضعها على نظام غذائي مستساغ للغاية من قبل هذه الجرذان وقد استمر هذا النظام الغذائي لعدة أشهر. بعد ذلك كشف التحليل المورفولوجيا للأنسجة الدهنية لهذه الجرذان عن زيادات في كل من حجم الخلايا الشحمية والعدد المطلق للخلايا الشحمية في معظم مستودعات الشحم. تم إعادة وضع هذه الجرذان على حمية خاصة من الطعام والتي عجلت بفترة فقدان الوزن لديها. تم إعادة التحليل المورفولوجي للأنسجة الدهنية لهذه الجرذان حيث تبين إن حجم الخلايا الشحمية هو فقط الذي عاد إلى وضعه الطبيعي في حين ظل العدد المطلق للخلايا الشحمية في المستوى المرتفع الذي وصل إليه خلال فترة زيادة الوزن السابقة الذكر في التجربة.
وفقًا لبعض التقارير والكتب المنهجية يمكن أن يزداد عدد الخلايا الشحمية في مرحلة الطفولة والمراهقة على الرغم من أن هذا العدد عادة ما يكون ثابتا عند البالغين ولا يتعرض للزيادة. بالتالي إن الأفراد الذين يصابون بالسمنة كبالغين (وليس كمراهقين) ليس لديهم خلايا شحمية أكثر عددا مما كان لديهم من قبل إصابتهم بالسمنة وإنما فقط زيادة في حجم هذه الخلايا الشحمية.
إن الأشخاص الذين يعانون من السمنة منذ الطفولة يمتلكون عدد متضخما من الخلايا الدهنية. إن الأشخاص الذين يصبحون بدينين وهم بالغين لا يملكون أعداد أكبر من الخلايا الدهنية الخاصة بأقرانهم النحيلون ولكن تكون هذه الخلايا الدهنية لديهم أكبر حجما فقط. بشكل عام إن الأشخاص الذين يعانون من زيادة في العدد المطلق للخلايا الدهنية يجدون صعوبة في إنقاص الوزن والحفاظ عليه أكثر من الأشخاص الذين يعانون من السمنة المفرطة مع امتلاكهم ببساطة خلايا شحمية متضخمة في حجمها فقط بدون زيادة في عددها المطلق.
إن الخلايا الدهنية في الجسم لها استجابات ناحية للإفراط في التغذية التي تمت دراستها عند البالغين. في الجزء العلوي من الجسم ترتبط زيادة حجم الخلايا الشحمية بزيادة الدهون في الجزء العلوي من الجسم؛ ومع ذلك لم يتغير العدد المطلق للخلايا الدهنية بشكل ملحوظ. على عكس استجابة الخلايا الدهنية للجزء العلوي من الجسم نجد إن عدد الخلايا الشحمية في الجزء السفلي من الجسم قد زاد بشكل ملحوظ أثناء التجربة. من الجدير بالذكر أنه لم يكن هناك تغيير في حجم الخلايا الشحمية في الجزء السفلي من الجسم.
يتم تجديد ما يقرب من 10% من الخلايا الدهنية سنويًا لدى كافة الأشخاص في جميع الأعمار وفي جميع مستويات مؤشر كتلة الجسم دون زيادة ملحوظة في العدد الإجمالي للخلايا الشحمية في مرحلة البلوغ.

### التكيف
تتميز السمنة بزيادة كتلة الدهون من خلال زيادة حجم الخلايا الشحمية (تضخم الخلايا) وبدرجة أقل من خلال زيادة عدد الخلايا (فرط تنسج). في الخلايا الدهنية الخاصة بالأفراد الذين يعانون من السمنة المفرطة نجد هناك زيادة في إنتاج مُعدِّلات الأيض مثل الجلسرين والهرمونات والكيموكينات المحفزة للبلاعم والسيتوكينات الداعمة للالتهابات مما يؤدي إلى تطوير المقاومة للأنسولين.
يتم تحفيز إنتاج الدهون في الخلايا الشحمية بقوة بواسطة الأنسولين. من خلال التحكم في نشاط نازعة هيدروجين البيروفات وإنزيمات أسيتيل كو إيه كربوكسيليز حيث يعزز الأنسولين تخليق الأحماض الدهنية غير المشبعة كما أنه يعزز امتصاص الجلوكوز ويحفز البروتين 1 الرابط لعنصر تنظيم الستيرول (بالإنجليزية: SREBF1)‏ الذي ينشط نسخ الجينات التي تحفز تكوين الدهون.
إن البروتين 1 الرابط لعنصر تنظيم الستيرول هو عامل نسخ مُصنَّع كبروتين طليعي غير نشط يتم إدخاله في غشاء الشبكة الإندوبلازمية للخلية (بالإنجليزية: ER)‏ بواسطة بروتينين حلقيين ممتدين عبر كامل الغشاء. نجد أيضا بروتين مثبت في غشاء الشبكة الإندوبلازمية للخلية هو بروتين تنشيط انقسام البروتين 1 الرابط لعنصر تنظيم الستيرول (بالإنجليزية: SREBF-cleavage activating protein)‏ والذي يربط البروتين 1 الرابط لعنصر تنظيم الستيرول. يتم الاحتفاظ بمركب بروتين تنشيط انقسام البروتين 1 الرابط لعنصر تنظيم الستيرول في غشاء الشبكة الإندوبلازمية للخلية بواسطة INSIG1 بروتين الجين 1 المحدث بالأنسولين (بالإنجليزية: INSIG1)‏. عندما تنضب مستويات الستيرول فإن بروتين الجين 1 المحدث بالأنسولين يطلق بروتين تنشيط الانقسام ويمكن فرز المعقد بروتين تنشيط الانقسام - البروتين 1 الرابط لعنصر تنظيم الستيرول (بالإنجليزية: SREBF1-SCAP complex)‏ في حويصلات النقل المغلفة ببروتين الغطاء المعقد الثانوي (بالإنجليزية: COPII)‏ والتي يتم تصديرها إلى جهاز كولجي في الخلية. في جهازي كولجي يتم شق البروتين 1 الرابط لعنصر تنظيم الستيرول وإطلاقه كبروتين ناضج نشط نسبيًا. ومن ثم يصبح بعد ذلك الانتقال إلى النواة حرًا وتنشيط التعبير عن الجينات المستهدفة.

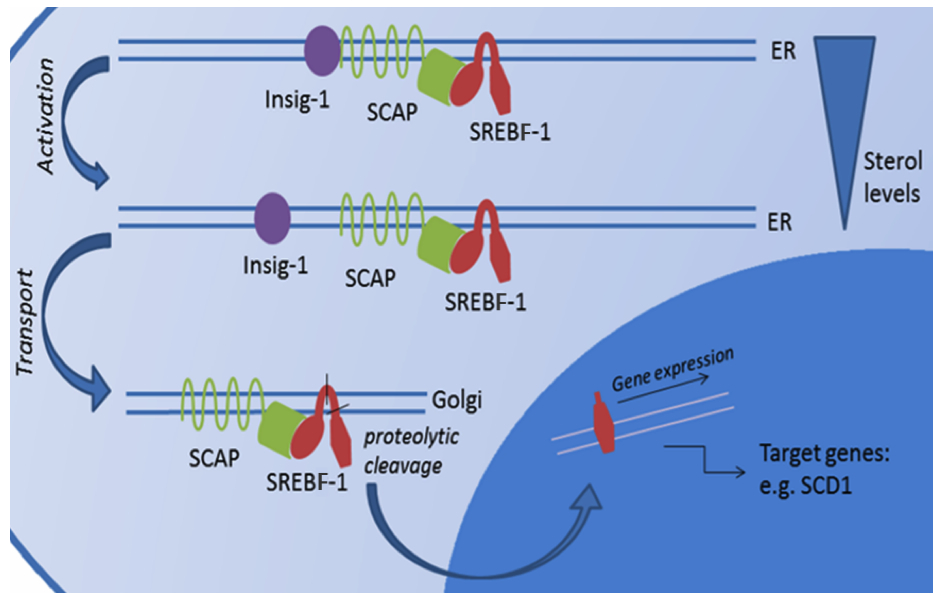
تنشيط تحلل البروتين المضبوط بواسطة البروتين 1 الرابط لعنصر تنظيم الستيرول من أجل التخليق الحيوي للدهون.

أظهرت الدراسات السريرية مرارًا وتكرارًا أنه على الرغم من أن مقاومة الأنسولين ترتبط عادةً بالسمنة إلا أن الفسفوليبيدات الغشائية للخلايا الشحمية للمرضى الذين يعانون من السمنة المفرطة لا تزال تظهر درجة متزايدة من عدم تشبع الأحماض الدهنية ويبدو أن هذا يشير إلى آلية تكيفية تسمح للخلية الشحمية بالحفاظ على وظائفها على الرغم من متطلبات التخزين المتزايدة المرتبطة بالسمنة ومقاومة الأنسولين.
وجدت دراسة أجريت في عام 2013 أنه بينما انخفض تعبير الحمض الريبي النووي الرسول (بالإنجليزية: mRNA)‏ لكل من بروتين الجين 1 المحدث بالأنسولين والبروتين 1 الرابط لعنصر تنظيم الستيرول في الأنسجة الدهنية للفئران والبشر الذين يعانون من السمنة المفرطة فإن كمية البروتين 1 الرابط لعنصر تنظيم الستيرول النشط قد ازدادت مقارنة بالفئران العادية والمرضى غير البدينين. تم أيضًا ربط هذا التقليل من تعبير بروتين الجين 1 المحدث بالأنسولين جنبًا إلى جنب مع زيادة البروتين 1 الرابط لعنصر تنظيم الستيرول الناضج مع الحفاظ على التعبير الجيني المستهدف للبروتين 1 الرابط لعنصر تنظيم الستيرول. ومن ثم يبدو أنه من خلال تقليل تنظيم بروتين الجين 1 المحدث بالأنسولين هناك إعادة ضبط لحلقة بروتين الجين 1 المحدث بالأنسولين / البروتين 1 الرابط لعنصر تنظيم الستيرول، مما يسمح بالحفاظ على مستويات البروتين 1 الرابط لعنصر تنظيم الستيرول النشط. يبدو أن هذا يساعد في تعويض التأثيرات المضادة للدهون لمقاومة الأنسولين وبالتالي الحفاظ على قدرات تخزين الدهون في الخلايا الشحمية وتوافر مستويات مناسبة من عدم تشبع الأحماض الدهنية في مواجهة الضغوط الغذائية للبدانة.

### دور الغدد الصماء
يمكن للخلايا الشحمية أن تصنع هرمون الاستروجين من الأندروجينات وبالتالي فإن هذا الأمر من المحتمل أن يكون هو السبب في أن نقص الوزن أو زيادة الوزن هما عاملا خطر بالنسبة للعقم. بالإضافة إلى ذلك فإن الخلايا الشحمية مسؤولة عن إنتاج هرمون اللبتين المهم في تنظيم الشهية حيث يعمل كعامل للشبع عند الإنسان.

## روابط خارجية
- صور نسيجية: 08201loa — نظام تعلم علم الأنسجة في جامعة بوسطن – «النسيج الضام: الخلايا الشحمية وحيدة الفجوة (البيضاء)»
- صور نسيجية: 04901lob — نظام تعلم علم الأنسجة في جامعة بوسطن – «النسيج الضام: الخلايا الشحمية متعددة الفجوات (البنية)»